# Clamecy (Aisne)
Clamecy é uma comuna francesa na região administrativa de Altos da França, no departamento de Aisne. Estende-se por uma área de 3,4 km². Em 2010 a comuna tinha 232 habitantes (densidade: 68,2 hab./km²).